# Дитон
Дито́н (др.-греч. δίτονος, лат. ditonus) — в пифагоровом строе музыкальный интервал, составленный из двух целых тонов (9 : 8). Один из способов получения дитона: четыре квинты вверх, затем две октавы вниз.
Соотношение частот:
{\displaystyle {\frac {\left({\frac {3}{2}}\right)^{4}}{2^{2}}}=\left({\frac {9}{8}}\right)^{2}={\frac {81}{64}}\approx 407{,}82\;\mathrm {Cent} }.
Дитон 81 : 64 иначе (ретроспективно) называется пифагорейской большой терцией.

## Исторический очерк
Был широко распространён у древних греков в связи с описаниями тетрахорда энармонического рода мелоса. Впервые упоминается в «Гармонике» Аристоксена, позднее в трактатах Клеонида, Псевдо-Плутарха и Гауденция, следующих его традициям, а также у пифагорейца Никомаха. В латинской традиции древнейшие упоминания термина находятся у Марциана (De nupt. IX.957), Боэция (Mus. I,21; IV,6) и у Кассиодора (Institut. II,5.8). У всех упомянутых теоретиков явного вычисления дитона как интервала 81/64 нет.
У Марциана дитон упоминается (в форме грецизма ditonos) как конститутивный интервал тетрахорда энармонического рода (так же у Боэция в Mus. I,21, в адаптированной латинской форме ditonus). В IV,6 «Музыки» Боэция и у Кассиодора дитон упоминается как интервал между ступенями Полной системы. Вычисления дитона фиксируются регулярно начиная с XIII века (например, у Иоанна де Гарландии), впервые (как сумма двух целых тонов) — у теоретика XII века Тейнреда Дуврского. С развитием учений о контрапункте в эпоху Возрождения полностью вытеснен термином tertia maior (большая терция).